# Ewa Lindqvist Hotz
Ewa Lindqvist Hotz, född 4 januari 1972 i Lund, är en svensk präst och skribent.

## Utbildning
Ewa Lindqvist Hotz har studerat vid Cambridge University, Heythrop College i London och vid Uppsala och Lunds universitet. Hon prästvigdes 1999 för Strängnäs stift. Sedan januari 2014 är hon doktorand i teologisk etik med religionsfilosofi vid Åbo Akademi.

## Yrkesverksamhet
Mellan 2000 och 2008 arbetade hon i Gustav Vasa församling i Stockholm. 2008–2013 var hon verksam i Sofia församling och arbetade även med prästfortbildning för kvinnliga ledare i Norska kyrkan. Sedan 2014 utövar hon sin prästerliga tjänst i Nacka församling. Ett resultat av hennes teologiska arbete är Svenska kyrkans fördjupade närvaro vid Almedalsveckan i Visby. Hon medverkar regelbundet i Sveriges Radio som direktsändare i programmet Tankar för dagen och har även uppmärksammats för sina radiogudstjänster och helgsmålsböner.
I november 2008 bildade hon tillsammans med kollegan Helle Klein Seglora smedja, en tankesmedja verksam i skärningspunkten mellan det existentiella och det samhälleliga. 2008–2013 var hon dess chef. Sedan 2014 är hon verksam som kaplan och konstnärlig ledare.
Genom Svenska kyrkan har hon arbetat bland kastlösa i Indien och genom l'Arche-rörelsen bland funktionshindrade i Frankrike.
Ewa Lindqvist Hotz har tillsammans med formgivaren Maria Sjödin utvecklat klädkollektionen Casual priest.

## Ledamotskap
Ewa Lindqvist Hotz är styrelseledamot i Årstasällskapet för Fredrika Bremerstudier. 